# Холопов Володимир Олексійович
Володимир Олексійович Холопов (нар. 9 липня 1951, місто Макіївка, тепер Донецької області) — український радянський діяч, прохідник шахти імені Батова. Депутат Верховної Ради УРСР 10—11-го скликань.

## Біографія
Освіта середня.
У 1968—1969 роках — слюсар Макіївського експериментального заводу Донецької області.
З 1969 року — робітник шахти імені Батова тресту «Макіїввугілля».
Служив в Радянській армії. Після демобілізації працював матросом, теслярем Мурманського морського пароплавства РРФСР.
З 1973 року — прохідник шахти імені Батова виробничого об'єднання «Макіїввугілля» Донецької області.
Потім — на пенсії в місті Макіївці Донецької області.